# Plavna, Bač
Plavna (izvirno srbsko Плавна) je naselje v Srbiji, ki upravno spada pod Občino Bač; slednja pa je del Južnobačkega upravnega okraja.

## Demografija
V naselju živi 1129 polnoletnih prebivalcev, pri čemer je njihova povprečna starost 42,1 let (39,0 pri moških in 45,0 pri ženskah). Naselje ima 541 gospodinjstev, pri čemer je povprečno število članov na gospodinjstvo 2,57.
Prebivalstvo je večinoma nehomogeno, a v času zadnjih treh popisov je opazno zmanjšanje števila prebivalcev.
|  |

| Demografija | Demografija     | Demografija     |
| Leto        | Št. prebivalcev | Št. prebivalcev |
| ----------- | --------------- | --------------- |
|             |                 |                 |
|             |                 |                 |
|             |                 |                 |
|             |                 |                 |
| 1948        | 2350            |                 |
| 1953        | 2560            |                 |
| 1961        | 2662            |                 |
| 1971        | 2033            |                 |
| 1981        | 1712            |                 |
| 1991        | 1538            | 1450            |
| 2002        | 1484            | 1392            |
|             |                 |                 |

| Etnična sestava po popisu iz leta 2002 | Etnična sestava po popisu iz leta 2002 | Etnična sestava po popisu iz leta 2002 | Etnična sestava po popisu iz leta 2002 | Etnična sestava po popisu iz leta 2002 |
| -------------------------------------- | -------------------------------------- | -------------------------------------- | -------------------------------------- | -------------------------------------- |
| Srbi                                   | Srbi                                   |                                        | 607                                    | 43,60%                                 |
| Hrvati                                 | Hrvati                                 |                                        | 312                                    | 22,41%                                 |
| Madžari                                | Madžari                                |                                        | 145                                    | 10,41%                                 |
| Jugoslovani                            | Jugoslovani                            |                                        | 112                                    | 8,04%                                  |
| Slovaki                                | Slovaki                                |                                        | 26                                     | 1,86%                                  |
| Ukrajinci                              | Ukrajinci                              |                                        | 19                                     | 1,36%                                  |
| Romi                                   | Romi                                   |                                        | 19                                     | 1,36%                                  |
| Nemci                                  | Nemci                                  |                                        | 17                                     | 1,22%                                  |
| Muslimani                              | Muslimani                              |                                        | 8                                      | 0,57%                                  |
| Makedonci                              | Makedonci                              |                                        | 4                                      | 0,28%                                  |
| Bunjevci                               | Bunjevci                               |                                        | 4                                      | 0,28%                                  |
| Črnogorci                              | Črnogorci                              |                                        | 2                                      | 0,14%                                  |
| Slovenci                               | Slovenci                               |                                        | 2                                      | 0,14%                                  |
| Rusini                                 | Rusini                                 |                                        | 2                                      | 0,14%                                  |
| Bošnjaki                               | Bošnjaki                               |                                        | 2                                      | 0,14%                                  |
| Rusi                                   | Rusi                                   |                                        | 1                                      | 0,07%                                  |
| Neznano                                | Neznano                                |                                        | 1                                      | 0,07%                                  |